# Bruno Henrique Corsini
Bruno Henrique Corsini (Apucarana, Paraná, Brasil, 21 de octubre de 1989) es un futbolista brasileño. Juega de centrocampista y su equipo actual es el Internacional de la Serie A.

## Estadísticas
Actualizado al último partido disputado el 23 de agosto de 2020.
| Part.                                                                            | Goles         | Part.         | Goles | Part. | Goles | Part. | Goles | Part. | Goles |   |     |    |
| Iraty · Brasil                                                                   | 4.ª           | 2010          | 7     | 2     | 0     | 0     | 0     | 0     | -     | - | 7   | 2  |
| Iraty · Brasil                                                                   | 4.ª           | 2011          | 0     | 0     | 20    | 7     | 2     | 0     | -     | - | 22  | 7  |
| Iraty · Brasil                                                                   | Total club    | Total club    | 7     | 2     | 20    | 7     | 2     | 0     | 0     | 0 | 29  | 9  |
| Londrina · Brasil                                                                | 4.ª           | 2012          | 0     | 0     | 21    | 2     | -     | -     | -     | - | 21  | 2  |
| Londrina · Brasil                                                                | 4.ª           | 2013          | 1     | 0     | 23    | 2     | -     | -     | -     | - | 24  | 2  |
| Londrina · Brasil                                                                | Total club    | Total club    | 1     | 0     | 44    | 4     | 0     | 0     | 0     | 0 | 45  | 4  |
| Portuguesa · Brasil                                                              | 1.ª           | 2013          | 29    | 4     | 0     | 0     | -     | -     | -     | - | 29  | 4  |
| Portuguesa · Brasil                                                              | Total club    | Total club    | 29    | 4     | 0     | 0     | 0     | 0     | 0     | 0 | 29  | 4  |
| Corinthians · Brasil                                                             | 1.ª           | 2014          | 25    | 1     | 8     | 0     | 5     | 0     | -     | - | 38  | 1  |
| Corinthians · Brasil                                                             | 1.ª           | 2015          | 22    | 1     | 10    | 1     | 2     | 0     | 5     | 0 | 39  | 2  |
| Corinthians · Brasil                                                             | 1.ª           | 2016          | 21    | 4     | 12    | 0     | 0     | 0     | 7     | 0 | 40  | 4  |
| Corinthians · Brasil                                                             | Total club    | Total club    | 68    | 6     | 30    | 1     | 7     | 0     | 12    | 0 | 117 | 7  |
| Palermo · Italia                                                                 | 1.ª           | 2016-17       | 33    | 1     | -     | -     | 0     | 0     | -     | - | 33  | 1  |
| Palermo · Italia                                                                 | Total club    | Total club    | 33    | 1     | 0     | 0     | 0     | 0     | 0     | 0 | 33  | 1  |
| Palmeiras · Brasil                                                               | 1.ª           | 2017          | 15    | 2     | -     | -     | -     | -     | 2     | 0 | 17  | 2  |
| Palmeiras · Brasil                                                               | 1.ª           | 2018          | 33    | 9     | 14    | 2     | 6     | 0     | 10    | 0 | 63  | 11 |
| Palmeiras · Brasil                                                               | 1.ª           | 2019          | 34    | 10    | 14    | 0     | 2     | 0     | 9     | 0 | 59  | 10 |
| Palmeiras · Brasil                                                               | 1.ª           | 2020          | 13    | 0     | 12    | 0     | 0     | 0     | 2     | 0 | 27  | 0  |
| Palmeiras · Brasil                                                               | Total club    | Total club    | 95    | 21    | 40    | 2     | 8     | 0     | 23    | 0 | 166 | 23 |
| Al-Ittihad Club Arabia Saudita                                                   | 1.ª           | 2020-21       | 17    | 1     | -     | -     | -     | -     | -     | - | 17  | 1  |
| Al-Ittihad Club Arabia Saudita                                                   | 1.ª           | 2021-22       | 30    | 1     | -     | -     | 3     | 1     | -     | - | 33  | 2  |
| Al-Ittihad Club Arabia Saudita                                                   | 1.ª           | 2022-23       | 25    | 2     | -     | -     | 4     | 0     | -     | - | 29  | 2  |
| Al-Ittihad Club Arabia Saudita                                                   | Total club    | Total club    | 72    | 4     | -     | -     | 7     | 1     | -     | - | 79  | 5  |
| S.C Internacional Brasil                                                         | 1.ª           | 2023          | 8     | 1     | -     | -     | -     | -     | 4     | 0 | 12  | 1  |
| S.C Internacional Brasil                                                         | Total club    | Total club    | 8     | 1     | -     | -     | -     | -     | 4     | 0 | 12  | 1  |
| Total carrera                                                                    | Total carrera | Total carrera | 313   | 39    | 134   | 14    | 24    | 1     | 39    | 0 | 510 | 54 |
| (1) Incluye datos de la Copa de Brasil (2) Incluye datos de la Copa Libertadores |               |               |       |       |       |       |       |       |       |   |     |    |

## Palmarés

### Títulos estatales
| Título              | Club      | Estado    | Año  |
| ------------------- | --------- | --------- | ---- |
| Campeonato Paulista | Palmeiras | São Paulo | 2020 |

### Títulos nacionales
| Título                      | Club        | País           | Año  |
| --------------------------- | ----------- | -------------- | ---- |
| Serie A                     | Corinthians | Brasil         | 2015 |
| Serie A                     | Palmeiras   | Brasil         | 2018 |
| Supercopa de Arabia Saudita | Al-Ittihad  | Arabia Saudita | 2023 |
| Liga Profesional Saudí      | Al-Ittihad  | Arabia Saudita | 2023 |

### Distinciones individuales
| Distinción                   | Año  |
| ---------------------------- | ---- |
| Bola de Prata                | 2018 |
| Equipo del año de la Serie A | 2018 |